# Балаклавське шосе (Севастополь)
Балаклавське шосе (крим. Balıqlavske şosse) — вулиця в Ленінському та Балаклавському районах Севастополя з переважно приватною малоповерхово житловою забудовою та садово-городницькими товариствами.